# La ricotta
Pour l’article homonyme, voir Ricotta.
 (mars 2022).
Si vous disposez d'ouvrages ou d'articles de référence ou si vous connaissez des sites web de qualité traitant du thème abordé ici, merci de compléter l'article en donnant les références utiles à sa vérifiabilité et en les liant à la section « Notes et références ».
La ricotta (Le Fromage blanc) est un film italien réalisé par Pier Paolo Pasolini. 
C'est le 3e des quatre sketches du film Rogopag sorti en 1963.

## Synopsis
Un réalisateur reconnu tourne une version de la Passion du Christ. Sur le plateau entre les prises, les acteurs passent le temps. L'un d'entre eux, Stracci, qui joue l'un des deux larrons crucifiés avec Jésus, n'a qu'une idée en tête : trouver à manger…

## Fiche technique
- Titre original : La ricotta
- Réalisation : Pier Paolo Pasolini
- Scénario : Pier Paolo Pasolini
- Production : voir Rogopag
- Musique : Carlo Rustichelli
- Photographie : Tonino Delli Colli
- Montage : Nino Baragli
- Costumes : Danilo Donati
- Décors : Flavio Mogherini
- Durée : 40 minutes
- Date de sortie : voir Rogopag

## Distribution
- Orson Welles : le réalisateur
- Mario Cipriani : Stracci
- Laura Betti : la star
- Edmonda Aldini (it) : une autre star
- Vittorio La Paglia : le journaliste
- Maria Bernardini : la stripteaseuse
- Elsa De Giorgi : la femme du producteur
- Rossana Di Rocco : la fille de Stracci
- Ettore Garofolo : un ange
- Tomás Milián : un centurion
- Franca Pasut : un visiteur

## Autour du film

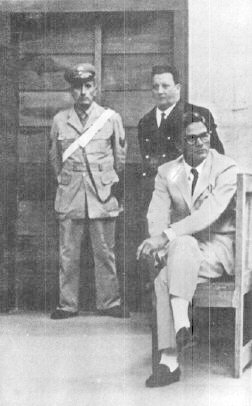
Pasolini durant son procès en 1963.

Le film à sketches Rogopag fut à sa sortie attaqué par la censure en raison de cet épisode de Pasolini, La Ricotta, jugé blasphématoire.
Pasolini sera condamné à une peine de 4 mois de prison avec sursis pour « outrage à la religion d’État ». 
En appel, le procureur de la république retirera sa plainte et ordonnera le non-lieu : entre-temps Pasolini venait d'être choisi pour représenter l'Italie au festival de Venise avec L'Évangile selon saint Matthieu.